# Krigsåret 1993

## Pågående krig
- Bosnienkriget (1992-1995)[1]
  - Bosnien och Hercegovina
  - Kroatiska republiken Herceg-Bosna och Kroatien
  - Republika Srpska

- Kroatiska självständighetskriget (1991-1995)[1]
  - Kroatien på ena sidan
  - Jugoslaviens armé, JNA och Republika Srpska Krajina på andra sidan.

## Händelser

### April
- 3 - Slaget om Mostar inleds.

### November
- 9 - Den berömda bron Stari most i Mostar förstörs under det pågående kriget.

### Fotnoter
1. 1 2  ”World Statesmen”. http://www.worldstatesmen.org/WARS.html. Läst 28 juni 2011.